# 貝特謝梅什
貝特謝梅什（希伯來語：בית שמש）是以色列的城市，位於該國中部，由耶路撒冷區負責管轄，始建於1950年，面積34.26平方公里，海拔高度220米，2011年人口84,200，人口密度每平方公里2,458人。

## 人口
1952年，贝特谢梅什涌入了大量来自伊朗、伊拉克、罗马尼亚：摩洛哥和伊拉克库尔德斯坦的移民。在20世纪90年代，来自前苏联、以埃塞俄比亚语和英语为母语的国家的移民大量涌入了贝特谢梅什。最近几年，贝特谢梅什讲英语的以色列人的数量也大幅增加，很多来自北美、英国、南非和澳大利亚。这类人往往是正统的、受过教育的中等收入群体。